# 亀井有馬
亀井 有馬（かめい ゆうま、1993年12月15日 - ）は、日本の元俳優、YouTuber、元ゲーム実況者。千葉県出身。本名同じ。
かつてはテアトルアカデミーに所属していたが、現在はフリー。

## 経歴
小中学生時代は野球に打ち込んでいたが、実力不足を感じたことから高校進学時には野球を諦め、テレビドラマに憧れて俳優を目指す。千葉県立市川南高等学校卒業。
俳優を目指すようになってからはテアトルアカデミーに所属。高校2年生の2010年から本格的に役者としてのレッスンやオーディション・撮影などを経験し、『Z会』のCMの他、端役としてテレビドラマを中心に数本出演する。
2016年にテアトルアカデミーを退所。俳優活動を続けていくか今後の方向性について模索中だったが、同年7月に自身のTwitterアカウントを開設したことをきっかけに舞台出演などの依頼がかかるようになり、舞台俳優として東京都内のいくつかの舞台に立つようになる。2017年4月にはミッシングピースに所属したことをTwitter上で発表していたが、ミッシングピースでは活動を行うことなく年内に退所。俳優活動は休止状態となる。
2017年7月よりYouTubeとニコニコ動画に自らのアカウントを作成し、実況プレイを中心とした動画投稿などのインターネット上での活動を開始。2017年11月にワタナベアマダクション提供によるニコニコチャンネルを開設し、雑談や実況プレイ、カラオケなどの配信を行っていた。この頃から俳優としてではなくゲーム実況者という肩書で、ニコニコ動画関連の公式番組や公式イベントに出演するようになる。2019年3月末にニコニコチャンネル提供元のワタナベアマダクションが事業廃止となったため、現在はニコニコチャンネルの運用を休止し、配信活動はYouTubeチャンネルを使用することが主となっている。
休止状態だった俳優活動については、2018年より再開し、2019年まで主演として3本の小劇場の舞台に出演。2019年10月から上演の舞台『ゲームしませんか?×荒野行動』では、自身がゲーム実況者としても活躍していることを活かし、共演者の杉江大志らとの『荒野行動』実況プレイ動画が投稿されている。ゲーム実況者であることは役柄にも活かされ、天才ゲームプレイヤーであるYouTuber役を演じた。
2018年3月からはニコニコ生放送公式番組『人工知能募金』に初のウェブ番組レギュラー出演を果たす。
2018年より、『ニコニコワークショップ』で共演したゲーム実況者のセピア、コジマ店員、テラゾーと4人ユニット「SKY'z」を結成し、ユニットでのイベント開催やゲーム実況動画の投稿を行う。また、同ユニットメンバーのセピアとは音楽デュオ「UtoPia」を組み、同年11月23日に初の音楽ライブを行うなど、俳優やゲーム実況以外にも活動の場を広げていた。
2021年6月4日をもって、ゲーム実況をメインに配信していた個人YouTubeチャンネルの更新停止を報告。誘いを受けた競馬関連のYouTubeチャンネルへの出演に集中するため、一区切りつける形となった。
同じく6月4日、競馬YouTuberであるタコル競馬（現・うまログ）に初出演。以降も同チャンネルで活動を続けている。

## 人物
父親は厳しい性格で、高校入学時に野球を諦めると告げたときには一度家から追い出された。その際、許しを得るために野球の代案として父親に提案したのが俳優活動で、これが俳優を目指すきっかけとなった。ただし、特別な思い入れがあったわけではなく、当時テレビドラマをよく見ていて、こんな風にテレビに出てみたいと漠然と思っていた程度だったという。
弟と妹がいる。
高校3年生時（2011年）にオーディションで勝ち取った、河川敷で「俺は勉強が嫌いだ」と叫ぶ受験生を演じた『Z会』のCMはニコニコ動画上で話題となった。このCMへの出演したことを数年経っても覚えていてもらっていることに感謝しており、CMを元にしたMADムービーを自身でも見ている。2016年からニコニコ動画の公式イベントである『ニコニコ超会議』への出演を希望しており、2018年には関連するゲームイベント『闘会議』の出演を果たし、2019年には『ニコニコ超会議』への出演を実際に果たした。

### 趣味・嗜好
趣味はアニメ、ゲーム、野球、競馬。
- アニメ

アニメが好きになったきっかけは高校時代の失恋がきっかけである。好きなアニメに『STEINS;GATE』などを、好きな声優に佐倉綾音を挙げている。
- ゲーム

『ポケットモンスター』シリーズなどを好み、これまでで一番長くプレイしたゲームは『ポケットモンスター ブラック・ホワイト』だと語る。一番好きなゲームは『マリオカート8 デラックス』。
動画投稿活動を開始してからスマホゲーム『アイドルマスター シンデレラガールズ スターライトステージ』の動画を多く投稿しており、niconicoのゲームイベント『闘会議2018』では「デレステ大好き実況者ステージ」に出演した。その後、2018年3月には同じアイドルマスターシリーズの『アイドルマスター ミリオンライブ! シアターデイズ』も始めている。ゲーム内のユーザー名から、愛称は「ゆうまP」。2020年12月31日にはバンダイナムコエンターテインメント、SCRAP提供のシンデレラガールズ動画の投稿を行っている。
舞台の本番前にもゲームをプレイしながら舞台のセリフを暗唱するほどのゲーム好きである。
- 野球

ポジションは内野手と稀に投手。父親の影響で小学3年生から野球を始め、甲子園出場を夢見て中学3年生まで本格的に打ち込んだ。少年野球チームのキャプテンを務めたりもしたが、中学時代に周囲のチームとの実力差を感じはじめたことから高校では野球部に所属せず、趣味として草野球を続けている。
- 競馬

2016年4月28日より競馬を始めた。自身のニコニコチャンネルで競馬予想の配信を行っていた。初のレギュラー出演となったウェブ番組『人工知能募金』は競馬を取り扱う番組であり、番組中は約7時間にもわたる長時間、競馬予想を行った。同番組で共演した元女性騎手・鈴木麻優の主催イベントでも準レギュラーとして出演している。先述の通り、2021年6月4日以降、競馬YouTuberのタコル競馬に演者として出演している。

## 出演

### テレビドラマ
- 夜のせんせい第1話（2014年1月17日、TBS） ‐ 定時制生徒 役[32]
- サイレント・プア第3話（2014年4月22日、NHK）[33]
- 殺人偏差値70（2014年7月2日、日本テレビ）[34]
- 学校のカイダン第5話（2015年2月7日、日本テレビ） ‐ 不良 役[35]
- 仮面ライダードライブ第24話（2015年4月5日、テレビ朝日） ‐ 生徒 役[36]
- She第4話（2015年5月9日、フジテレビ） - クラスメイト 役[37]
- AKBホラーナイト アドレナリンの夜＃15 「穴」（2015年11月26日、テレビ朝日） - ミキオ 役[38][39]

### 映画
- ストロボ・エッジ（2015年3月14日公開、東宝） ‐ クラスメイト 役[36]

### 舞台
- 解体OK（2014年6月25日 - 30日、Air studio）[注 1][40]
- あっとうてきに愛してる（2016年9月15日 - 18日、明石スタジオ） - 荘一郎 役[41][42]
- 東京ボーイズコレクション〜愛の唄〜（2016年11月5日 - 13日、新宿村LIVE） - 生徒会長 倉持真一 役[43][44]
- 喫茶ライフ（2016年12月21日 - 25日、シアターグリーン BOX in BOX THEATER）[注 2][45]
- フクロウガスム（2017年2月22日 - 26日、劇場HOPE） - 容疑者 鷲木 役[46][47]
- 雨を忘れる（2018年2月21日 - 25日、アトリエファンファーレ高円寺） - 主演・太一 役[48][49]
- 赤と黒と僕と君（2018年10月23日 - 28日、劇場HOPE） - 主演・アサヒ 役
- 勇者配信中（2019年8月14日 - 18日、テアトルBONBON） - 主演・勇者 ウェッジ 役[50]
- ゲームしませんか?（2019年10月30日 - 11月4日、スペース・ゼロ） - 天才ゲームプレイヤー テツト 役[51]
- 或いは怒りっぽい恋人（2020年3月23日 - 27日、新宿シアター・ミラクル）[52] - クリタンドル 役
- デバッグログ（2021年11月24日、ザ・ポケット） - ジーニアス 役 ※日替わりゲスト[53]

### インターネット番組
レギュラー
- 人工知能募金（2018年3月8日[注 3] - 6月24日、公式ニコニコ生放送）MC
- Mamba 2ndシーズン（2018年11月18日 - 12月28日、公式ニコニコ生放送(nicocas)）
- 「舞台 ゲームしませんか？〜荒野行動〜」役作りのためにゲーム実況してみた（2019年10月7日 - 25日、YouTube）
- 亀井有馬プレゼンツ!（2020年11月7日[54]・28日[55]・2021年1月20日[56]、ニコニコ生放送[注 4]）

不定期出演
- ニコニコワークショップ（公式ニコニコ生放送）
  - アイドル×猫×野球！？ワンナイト人狼ワークショップ（2017年12月7日）[57]
  - 「コジマ店員」「セピア」「愛の戦士」「亀井有馬」のホラーゲーム実況ワークショップ（2018年3月15日）[58]
- ゲーマーの履歴書 #13・#14（2020年1月13日・27日、公式ニコニコ生放送）ゲスト（#13）・MC（#14）[27]

単発出演
- ゲーム実況神(ゴッド) 第89回（2017年9月15日、公式ニコニコ生放送）[59][60]
- ゲーム実況裏神(ウラゴッド)（2017年9月15日、ニコニコ生放送[注 4]）[60]
- 『ロマンシング サガ2』リマスター版～48時間ゲーム実況（2017年12月9日、公式ニコニコ生放送）
- 【競馬】有馬記念をガチ予想＆みんなで見届けよう！＜テレビ実況＞（2017年12月24日、公式ニコニコ生放送）
- たくのみ!天国荘へようこそ! 第二夜（2018年8月25日、ニコニコ生放送[注 4]）[61]
- 『ファイナルファンタジーⅨ』48時間ゲーム実況生放送（2018年12月1日、公式ニコニコ生放送）
- 「PlayStation Classic」発売記念特番 ～老いも若きも集まって～（2018年12月3日、公式ニコニコ生放送）
- オールナイトスマッシュブラザーズSPECIAL（2018年12月8日、ニッポン放送(YouTube Live[注 5]・ニコニコ生放送[注 6]・Twitch)）
- 「ロマンシング サ・ガ3」（バーチャルコンソール版）48時間ゲーム実況（2018年12月16日、公式ニコニコ生放送）
- デレステ大好き実況者 ～愛の長時間生放送～（2019年2月9日、公式ニコニコ生放送）[62]
- 楽天競馬 presents ゴールデンウィーク 特別予想番組（2019年5月2日・3日、公式ニコニコ生放送）ニコ生馬券王[63]
- Death Table～地獄のキャンプ 生贄決定録～（2019年5月11日、ニコニコ生放送[注 4]）
- かぶっちゃダメよ! バーベキュードラフト会議（2019年7月21日、ニコニコ生放送[注 4]）
- ハヤシと一緒にPokémon Dayをお祝いする生放送（2020年2月27日、公式ニコニコ生放送）[64]
- 五月病を吹っ飛ばせ! 職場勤務!（2020年5月3日、ニコニコ生放送[注 4]）
- 【宝塚記念2020血統予想】〇〇を本命にできる3つのポイント【Mr.Kの見解ぜんぶ言います】（2020年6月25日、netkeiba.com）[65]
- ユメイキと亀井有馬が真夏の壁をよじ登る!!（2020年8月29日、ニコニコ生放送[注 4]・YouTube[注 7]）[66]

### ラジオドラマ
- FMシアター『鳥を放つ日』（2010年10月9日、NHK-FM） - 白石太一 役[67]

### ゲーム
- 劇団プリンス（2019年、江崎蒼）[68]

### CM
- 進研ゼミ高校講座 「攻!夏 男子篇」（2011年6月 - ） - ナレーション
- Z会の通信教育（高校生・大学受験生向けコース） 「気合」篇（2011年11月30日 - ）[69]

### その他
- 祝勝会を懸けて、12名の実況者たちよ正義を示せ!「三極ジャスティス」リレー生放送（2018年）ヤオヨロズ陣営[70]

## イベント

### 単独イベント
| 出演日         | タイトル                         | 会場                             | 備考                                       |
| -------------- | -------------------------------- | -------------------------------- | ------------------------------------------ |
| 2018年8月26日  | 亀井有馬のほあほあ会議2018       | JOYSOUND品川港南口店（東京都）   |                                            |
| 2019年2月23日  | 亀井有馬のほあほあ会議2019       | 高田馬場Live Cafe mono（東京都） | ゲスト：永石匠（昼の部）、ハヤシ（夜の部） |
| 2020年12月12日 | 亀井有馬 27th Anniversary Party! | LIVE BAR 赤坂Tonalite（東京都）  | ゲスト：ほさかよう                         |

### ライブイベント
| 出演日         | タイトル                           | 会場                               | 備考                         |
| -------------- | ---------------------------------- | ---------------------------------- | ---------------------------- |
| 2018年11月23日 | UtoPia ミュージックライブ 〜嚆矢〜 | 東京カルチャーカルチャー（東京都） | 音楽デュオ『UtoPia』として   |
| 2020年12月12日 | 亀井有馬 27th Anniversary Party!   | LIVE BAR 赤坂Tonalite（東京都）    | ゲスト：セピア、yume(ピアノ) |

### その他イベント
- 闘会議2018（2018年2月10日 - 11日、幕張メッセ（千葉県））[23]
  - ゲーム実況者エリア・ゲーム実況ブース「デレステ大好き実況者ステージ」
  - ゲーム実況者エリア・ゲーム実況アイランドD
  - 『23/7 トゥエンティ スリー セブン』ブース「『23/7 トゥエンティ スリー セブン』バース7放送局」
- トークイベント 亀井有馬×菊川はる（2018年3月9日、ステージカフェ下北沢亭（東京都））
- 菊川はる×亀井有馬 トークイベント Part2（2018年5月8日、Geki地下Liberty（東京都））
- 天空ノ宴（2018年8月4日、東京カルチャーカルチャー（東京都））[71]
- ハヤシがボードゲームやりたいから皆に集まってもらう会（2018年8月18日、JOYSOUND品川港南口店（東京都））第3部
- ニコニコ町会議全国ツアー2018 in 郡山市 磐梯熱海 おもてなし温楽彩（2018年9月17日、郡山ユラックス熱海（福島県））「#コンパス」テント[72]
- 天空の宴 in 大阪 Loft PlusOne West（2018年12月15日、Loft PlusOne West（大阪府））
- 闘会議2019（2019年1月26日、幕張メッセ（千葉県））
  - ゲーム実況ステージ「【ゲーム実況者】闘会議人狼2019」
- 鈴木麻優の競馬オフ会 - 準レギュラー
  - 第0回 鈴木麻優の競馬バトルオフ会（2019年3月23日、Asagaya/Loft A（東京都））
  - 第1回 鈴木麻優の競馬オフ会 〜知っている人も知らない人も地方競馬勉強会〜（2019年6月19日、Asagaya/Loft A（東京都））
  - 第2回(前編) 鈴木麻優のケイバオフ会 〜フリーランスな4人のリアルな馬券買いをのぞき見〜（2019年8月30日、LOFT9 Shibuya）
  - 第2回(後編) 鈴木麻優のケイバオフ会 〜ゼロからUMAJOを育成するの巻〜（2019年8月30日、LOFT9 Shibuya）
- ニコニコ超会議2019（2019年4月27日・28日、幕張メッセ（千葉県））[24]
  - 超ホラーハウス「殺戮の天使」
  - 超ゲームエリア：ステージ「SKY'z vs 神殿花鳥 仁義なきゲーム対決」
- ニコニコ町会議全国ツアー2019 in 名古屋サブカル夏祭り（2019年9月7日、名古屋城（愛知県））町ゲーム実況[73]
- 天空ノ宴2019（2019年9月8日、東京カルチャーカルチャー（東京都））[74]
- ゆうまPと永石Pの社外ミーティング（2019年9月29日、ライブハウスUntitled）[75]
- ニコニコネット超会議2020（2020年4月12日、オンラインイベント）
  - 超ゲームスタジオ from 闘会議2020「超!長時間ゲーム実況『ファイナルファンタジー』シリーズ170時間でクリア」[76]